# Nichinan (Tottori)
Nichinan (日南町 Nichinan-chō?) es un pueblo localizado en la prefectura de Tottori, Japón. En junio de 2019 tenía una población estimada de 4.234 habitantes y una densidad de población de 12,4 personas por km². Su área total es de 340,96 km².

## Geografía

### Localidades circundantes
- Prefectura de Tottori
  - Nanbu
  - Hino
- Prefectura de Shimane
  - Yasugi
  - Okuizumo
- Prefectura de Okayama
  - Niimi
- Prefectura de Hiroshima
  - Shōbara

## Demografía
Según los datos del censo japonés, esta es la población de Nichinan en los últimos años.
| Año del censo | Población |
| ------------- | --------- |
| 1995          | 7.382     |
| 2000          | 6.696     |
| 2005          | 6.112     |
| 2010          | 5.460     |
| 2015          | 4.765     |
| 2020          | 4.196     |